# 16449 Kigoyama
16449 Kigoyama è un asteroide della fascia principale. Scoperto nel 1989, presenta un'orbita caratterizzata da un semiasse maggiore pari a 3,1804248 UA e da un'eccentricità di 0,1702469, inclinata di 4,88103° rispetto all'eclittica.